# Euxoa novoobscurior
Euxoa novoobscurior är en fjärilsart som beskrevs av Felix Bryk 1948. Euxoa novoobscurior ingår i släktet Euxoa och familjen nattflyn. Inga underarter finns listade i Catalogue of Life.